# 拉诺语
拉诺语是马来西亚西部霹雳州一种濒危亚斯里语支语言。